# ایگوابا گرانده
ایگوابا گرانده (به پرتغالی: Iguaba Grande) یک منطقهٔ مسکونی در برزیل است که در ریو دو ژانیرو واقع شده‌است. ایگوابا گرانده ۵۳٫۶۰۱ کیلومتر مربع مساحت و ۲۸٬۸۳۷ نفر جمعیت دارد و ۱۸ متر بالاتر از سطح دریا واقع شده‌است.